# Ferruccio Busoni
Pour les articles homonymes, voir Busoni (homonymie).
Pour la commune de la province de Kirundo au Burundi, voir Busoni.
Œuvres principales
- Concerto pour piano, chœur d'hommes et orchestre, op. 39
- Fantasia contrappuntistica
- Indianische Fantasie, op. 44
- Doktor Faust

Dante Michelangelo Benvenuto Ferruccio Busoni, né le 1er avril 1866 à Empoli en Italie et mort le 27 juillet 1924 à Berlin en Allemagne, est un compositeur, pianiste, pédagogue et chef d'orchestre italien, surtout actif en Allemagne.

## Biographie

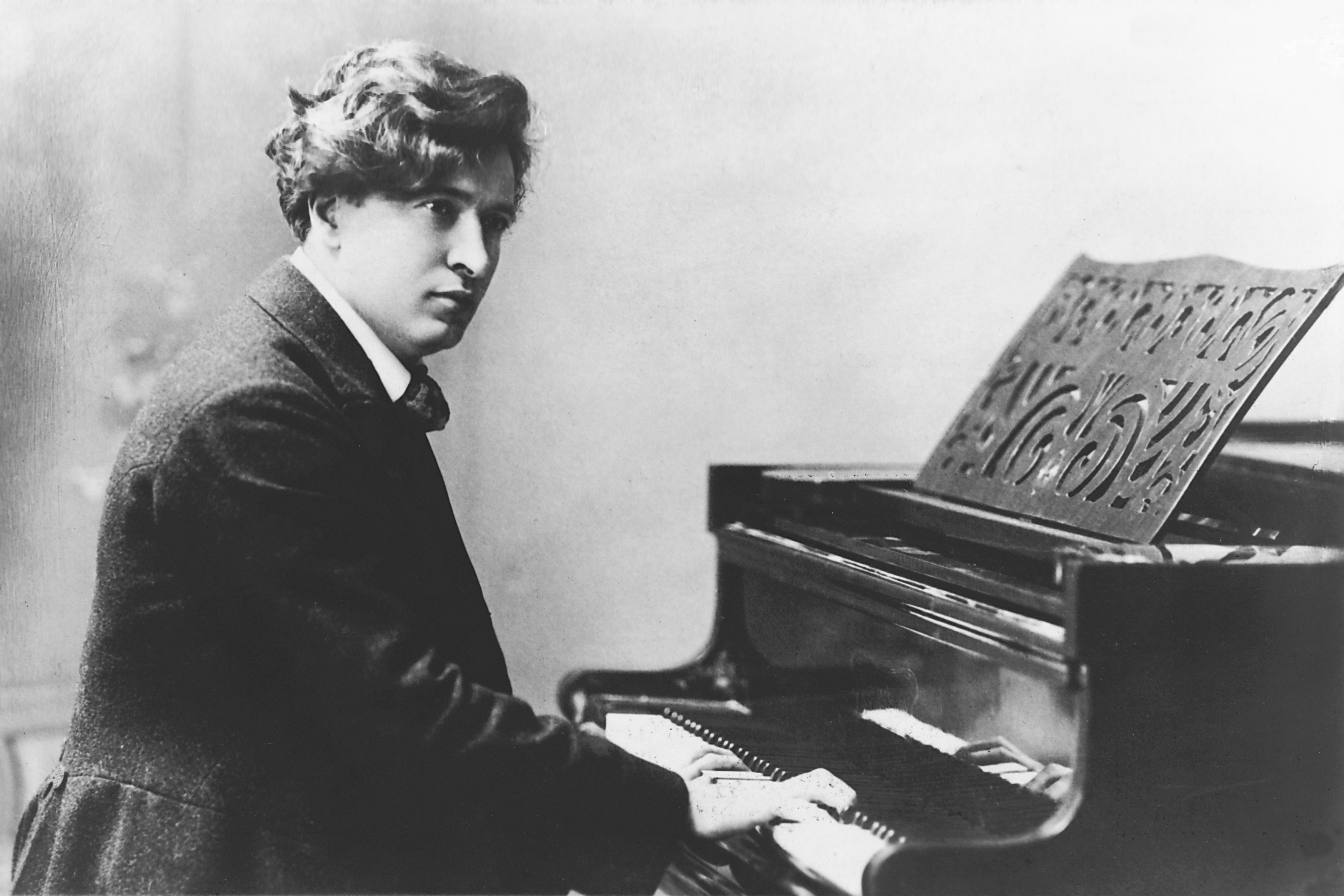
Ferruccio Busoni en 1895.

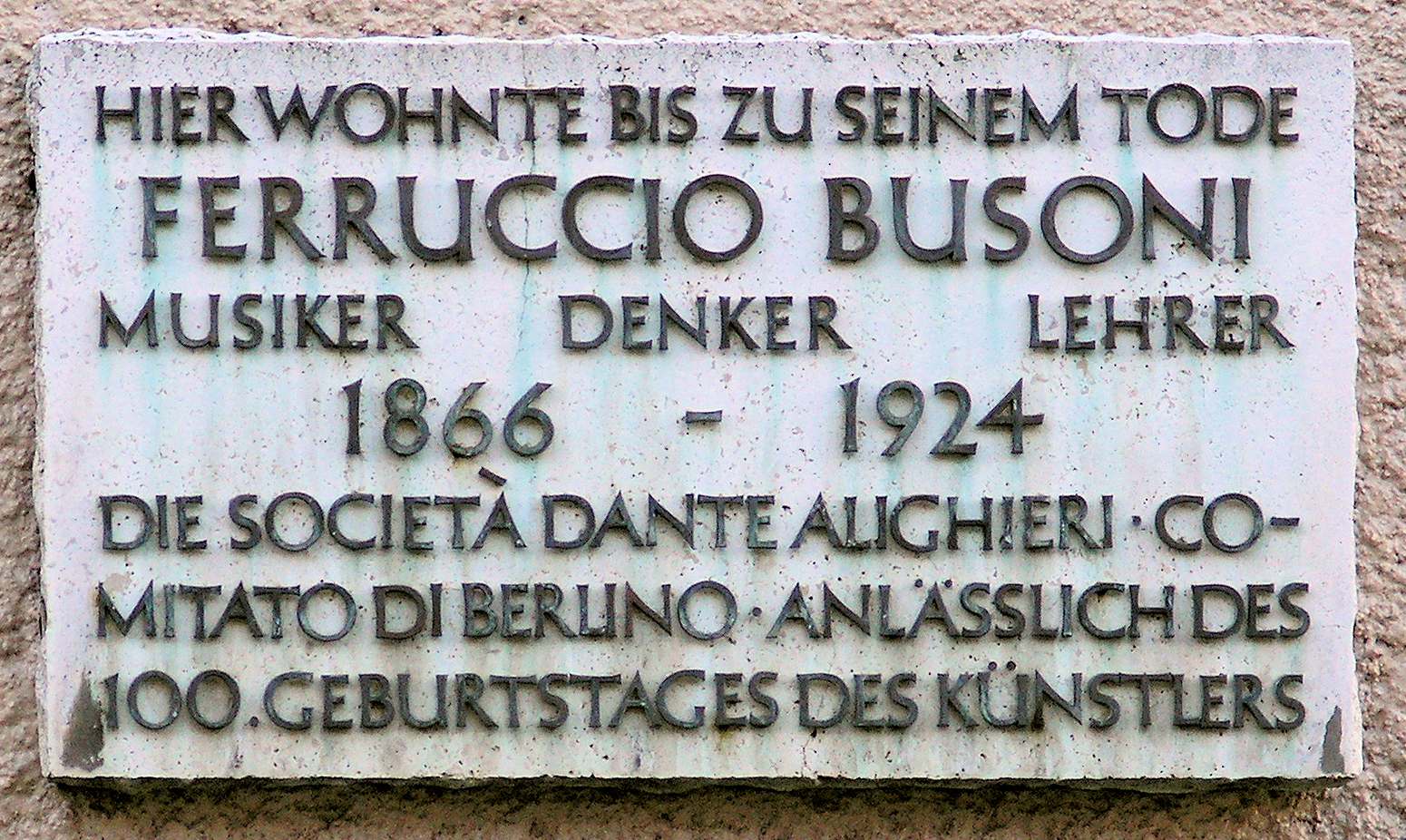
Plaque commémorative à la Viktoria-Luise-Platz.

Busoni est le fils de deux musiciens professionnels. Sa mère est une pianiste italo-allemande et son père, Ferdinando Busoni, un clarinettiste virtuose italien. Durant son enfance à Trieste, ils sont régulièrement amenés à se produire lors de tournées. Busoni est un enfant prodige. Il donne son premier concert public, accompagné de ses parents, à l'âge de sept ans. Quelques années plus tard, il interprète certaines de ses propres compositions à Vienne, où il a l'occasion d'entendre Franz Liszt jouer et de rencontrer, outre ce dernier, Johannes Brahms et Anton Rubinstein. Après une brève période d'études à Graz, il part en 1886 pour Leipzig. Il obtient ensuite plusieurs postes d'enseignement, le premier en 1888 à Helsinki où il fait la connaissance de sa future femme, Gerda Sjöstrand (1862-1956). En 1890, il enseigne à Moscou et de 1891 à 1894 aux États-Unis où il se produit également comme pianiste virtuose.
En 1894 il s'installe à Berlin, sa ville d'adoption, où il donne des concerts à la fois comme pianiste et comme chef d'orchestre. Il se distingue particulièrement en tant que promoteur de la musique contemporaine et poursuit par ailleurs son travail d'enseignement en donnant un grand nombre de cours magistraux à Weimar, Vienne et Bâle. Il enseigne notamment à Egon Petri. Il publie de nombreux essais théoriques. Il pratiqua la musique de chambre avec Eugène Ysaÿe et Hugo Becker. Ensemble ils se constituèrent en trio avec piano. Pendant la Première Guerre mondiale, Busoni vit à Bologne, où il assure la direction du conservatoire en 1913, puis à Zurich. Il refuse de se produire dans un quelconque pays belligérant. Il retourne à Berlin le 4 avril 1920 pour y enseigner la composition. Plusieurs de ses étudiants deviendront célèbres, entre autres Alexandre Braïlowsky, Percy Grainger, Kurt Weill, Edgar Varèse et Stefan Wolpe. Busoni, par son activité de transposition des œuvres baroques, influence profondément Carl Orff, en particulier au moment (1929) où ce dernier travaille sur la Passion selon Saint-Luc de Bach.
Busoni meurt à l'âge de 58 ans à Berlin d'une maladie des reins. Il est enterré au cimetière Friedhof Schöneberg III (de), Berlin-Schöneberg, Stubenrauchstraße 43-45. Une plaque commémorative se trouve sur la façade de sa dernière résidence à Berlin-Schöneberg, Viktoria-Luise-Platz 11. Il laisse quelques enregistrements ainsi qu'une série de rouleaux pour piano pneumatique expressif sur système Welte Mignon et Duo-art,.

## Œuvre
La musique de Busoni est d'une complexité typiquement contrapuntique, autrement dit, elle est faite de plusieurs lignes mélodiques entremêlées, ce qui n'a rien de surprenant de la part d'un compositeur qui avait la plus grande admiration pour Johann Sebastian Bach. Bien que sa musique ne soit jamais tout à fait atonale dans le sens schönbergien du terme, ses œuvres tardives se distinguent souvent par une tonalité indéterminée, comme celles d'un Franz Liszt tardif. Dans les notes de programme pour sa Sonatina seconda de 1912, Busoni décrit sa pièce comme étant « senza tonalità » (sans tonalité). Johann Sebastian Bach et Franz Liszt sont régulièrement cités comme ayant eu une influence décisive sur le compositeur italien, bien que sa musique contienne des éléments de néoclassicisme et inclue des mélodies rappelant celles de Mozart. Il a écrit de nombreuses pièces pour piano,. Certaines des idées développées par Busoni dans ses œuvres de maturité peuvent être abordées dans son manifeste de 1907, Esquisse d'une nouvelle esthétique de la musique, un ouvrage controversé à l'époque de sa publication. Busoni y discute des domaines peu explorés comme la musique électroacoustique et la musique microtonale (des techniques qu'il n'utilisa jamais lui-même), mais il y affirme également que la musique doit distiller l'essence de la musique du passé pour prétendre amener quelque chose de nouveau.
De nombreuses œuvres de Busoni sont fondées sur la musique du passé, en particulier celle de Johann Sebastian Bach. Il a arrangé pour piano plusieurs œuvres de Bach, entre autres sa Toccata et fugue en ré mineur (écrite à l'origine pour orgue) ainsi que la chaconne de sa Partita pour violon seul no 2. Certains le considèrent dès lors comme étant à l'origine du néoclassicisme en musique,. Parmi les œuvres majeures de Busoni, il faut écouter le Concerto pour piano, chœur d'hommes et orchestre, op. 39 BV 247, œuvre monumentale en cinq mouvements, dont le dernier avec un chœur chantant en allemand, sans doute le plus long concerto du répertoire pour piano (plus d'une heure), son opéra Turandot dont la quatrième élégie reprend le thème de Greensleeves et son chef-d'œuvre, l'opéra Doktor Faust, qui est en quelque sorte son testament musical, malheureusement inachevé et créé, de manière posthume, à Dresde, en 1925 dans une version complétée par l'un de ses élèves, Philipp Jarnach, sous la direction de Fritz Busch.
Dans les années 1980, il y eut un regain d'intérêt pour ses compositions.

## Postérité
Un concours de piano portant son nom est organisé annuellement dans la ville de Bolzano dans le nord de l'Italie.

## Écrits
- Dell'unità della musica, Berlin, 1922.
- Schoenberg - Busoni, Schoenberg - Kandinsky, correspondances, textes. Éditions Contrechamps, Genève, 1995.
- Esquisse d'une nouvelle esthétique musicale et autres écrits, préface de Pierre Michel, traduits de l'allemand par Martin Kaltenecker, Daniel Dollé et Paul Masotta, Paris, Minerve, 2018.